# Річний (острів)
Річни́й (Річковий; рос. Речной) — невеликий острів у затоці Петра Великого Японського моря. Знаходиться за 1,7 км від мису Річного біля північного берега Амурської затоки при вході до Тавричанського лиману. Адміністративно належить до Надеждинського району Приморського краю Росії.

## Географія
Острів має видовжену форму з північного сходу на південний захід. Довжина острова приблизно 200 м, ширина — до 75 м. Поверхня вкрита чагарниками та травою. Береги високі, стрімко обриваються до моря, але не скелясті.